# Занога
Зано̀га е бивше село в Югозападна България. То се намира в Община Петрич, област Благоевград.

## География
Разположено е било в планината Огражден, близо до селата Иваново и Крънджилица и е част от землището на последното.

## История
В „Етнография на вилаетите Адрианопол, Монастир и Салоника“, издадена в Константинопол в 1878 година и отразяваща статистиката на населението от 1873 година, Занога (Zanoga) е посочено като село с 22 домакинства и 70 жители българи.
Към 1900 г. според статистиката на Васил Кънчов („Македония. Етнография и статистика“) населението на село Занога брои общо 63 българи.
Всички християни от селото са под ведомството на Българската екзархия. По данни на секретаря на Екзархията Димитър Мишев („La Macédoine et sa Population Chrétienne“) в 1905 година в Занога (Zanoga) има 56 българи екзархисти.
В 1901 година Христо Куслев основава комитет на ВМОРО.
При избухването на Балканската война през 1912 година трима души от селото са доброволци в Македоно-одринското опълчение.
От 2 октомври 2015 година, с решение на Министерския съвет, селото е закрито, поради липса на самостоятелно землище и постоянно живеещо население.